# Catherine Callaghan

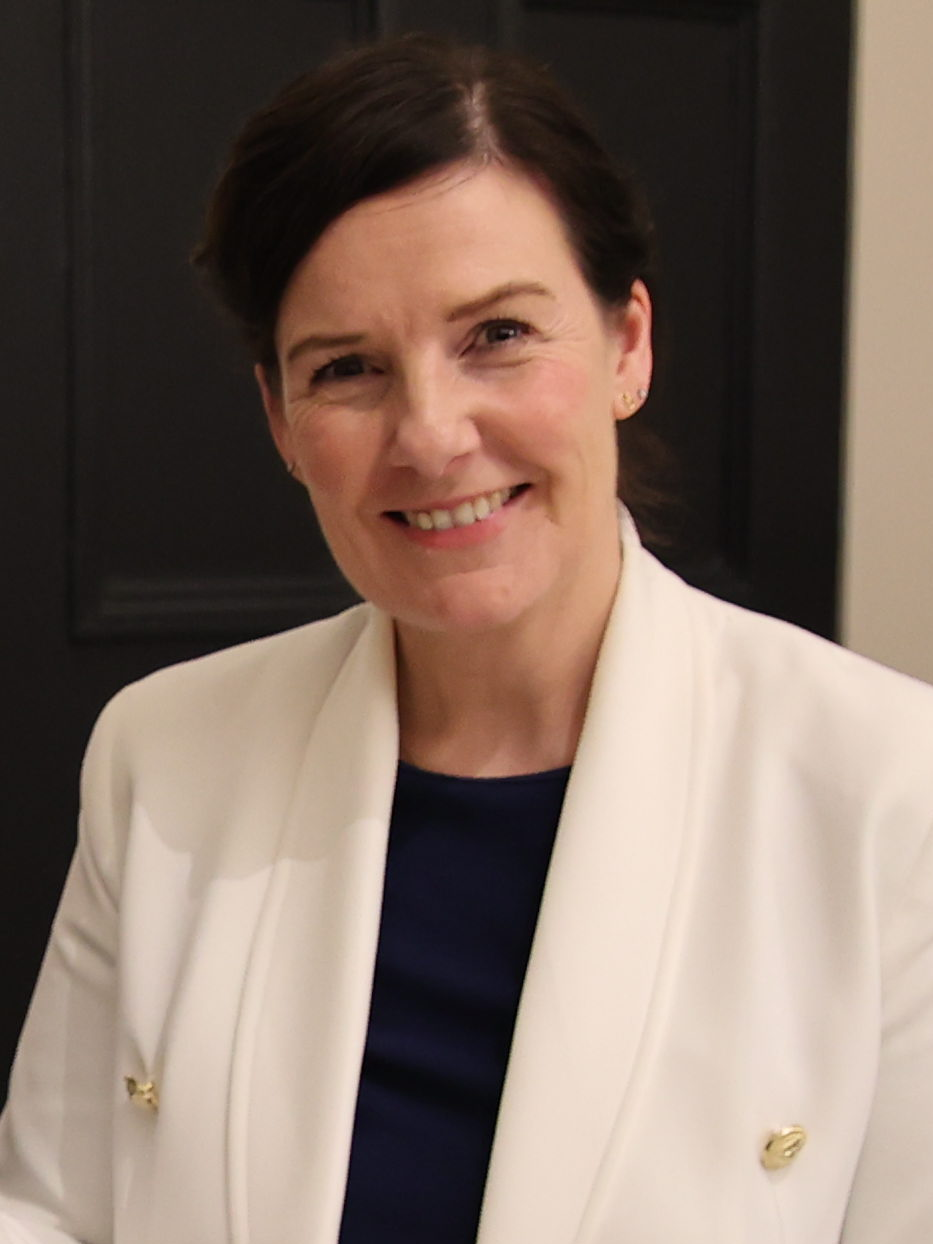
Catherine Callaghan (2024)

Catherine Callaghan (* im 20. Jahrhundert in Irland als Catherine Roberts) ist eine irische Politikerin der Fine Gael. Sie ist seit 2024 Teachta Dála (Abgeordnete) im Dáil Éireann, dem irischen Unterhaus.
Nach der Schulzeit ging Callaghan zu den Irish Defense Forces und leistete unter anderem im Libanon Dienst. Sie betreibt eine Farm und arbeitet als Förderkraft für behinderte Schülerinnen und Schüler.
Bei den Wahlen zum Dáil Éireann 2024 konnte sie erfolgreich einen Sitz im Wahlkreis Carlow–Kilkenny erringen.
Callaghan hat drei Kinder.